# برلمان أنتيغوا وباربودا
برلمان أنتيغوا وباربودا (بالإنجليزية: Parliament of Antigua and Barbuda)‏   هو الهيئة التشريعية في أنتيغوا وباربودا، يتكون من المجلس الأعلى  Senate (Antigua and Barbuda) ‏
الذي يضم 17 مقعداً، والمجلس الأدنى House of Representatives (Antigua and Barbuda) ‏ الذي يضم 19 مقعداً.